# Tale uden ord - en film om det ordløse menneske
Tale uden ord - en film om det ordløse menneske er en dansk dokumentarfilm fra 1990 med instruktion og manuskript af Poul Rude.

## Handling
En film om det ordløse menneske. De fem hovedpersoner i filmen er psykisk udviklingshæmmede mennesker, som kommunikerer uden ord. I billede, lyd og musik gives der i filmen en poetisk gengivelse af psykosens og autismens univers. Filmen indledes med en tekst af Gustav Munch-Petersen: Stor lykke / stor lykke har de fået / som er født i det underste land / overalt kan I se dem / vandrende - elskende - grædende / overalt går de / men i deres hænder bærer de små ting / fra det sidste land.